# Villum Clausen (vrijheidsstrijder)
Villum Clausen Kelou (Rønne, 1630 – aldaar, 1679) was een Deens vrijheidsstrijder.

## Levensloop

### Afkomst en huwelijk
Clausen was marskramer van beroep. Hij werd geboren als zoon van koopman Claus en Karen Villumsen op Sandemandsgaard (hoeve) in Rønne op het eiland Bornholm, waar hij zijn hele leven gebleven is. Hij trouwde met Karine Pedersdatter Kofoed, een zuster van Jens Pedersen Kofoed, door wie hij in contact kwam met de aristocratie van de stad.

### Bornholmse opstand van 1658
In 1658 namen beide zwagers deel aan de Bornholmse opstand tegen de Zweedse regering na de Vrede van Roskilde van dat jaar. Clausen was ook de man die Johan Printzensköld, de Zweedse gouverneur van Bornholm, op de hoek van de Storegade (Grotestraat) en het Pistolstræde (Pistoolpad) in Rønne, naar verluidt met een pistool heeft doodgeschoten. De dag erna nam Clausen deel aan een offensief tegen de troepen op het kasteel Hammershus. De opstandelingen wisten het garnizoen tot overgave te dwingen. Voor zijn heldendaden beloonde koning Frederik III van Denemarken Clausen met een jaarlijkse koningsbelasting. Ook kreeg hij Rabekkegaard waarover hij gedurende zijn leven geen gildebijdragen hoefde te betalen.

### Verdere leven
Clausen werd door de moord op Printzensköld voor sommigen een held onder de Bornholmse vrijheidsstrijders. Anderen meenden dat de moord onnodig was geweest en dat het een smet was op de anders zo goed uitgevoerde opstand. Voor Frederik III was zijn daad genoeg om hem als een van de 22 deelnemers te eren.
De stadsraad van Rønne koos Villum Clausen in 1668 tot penningmeester, maar hij werd drie jaar later alweer afgezet, omdat hij de boekhouding niet wilde inleveren. Bij nader onderzoek werd fraude aangetoond. Op 30 mei 1677 werd hij tot hoge boetes veroordeeld. Het is niet duidelijk, of hij die ook betaald heeft.
Villum Clausen stierf in de zomer van 1679.

## Zijn drie metgezellen
- Peder Olsen
- Poul Anker
- Jens Pedersen Kofoed

Galerij
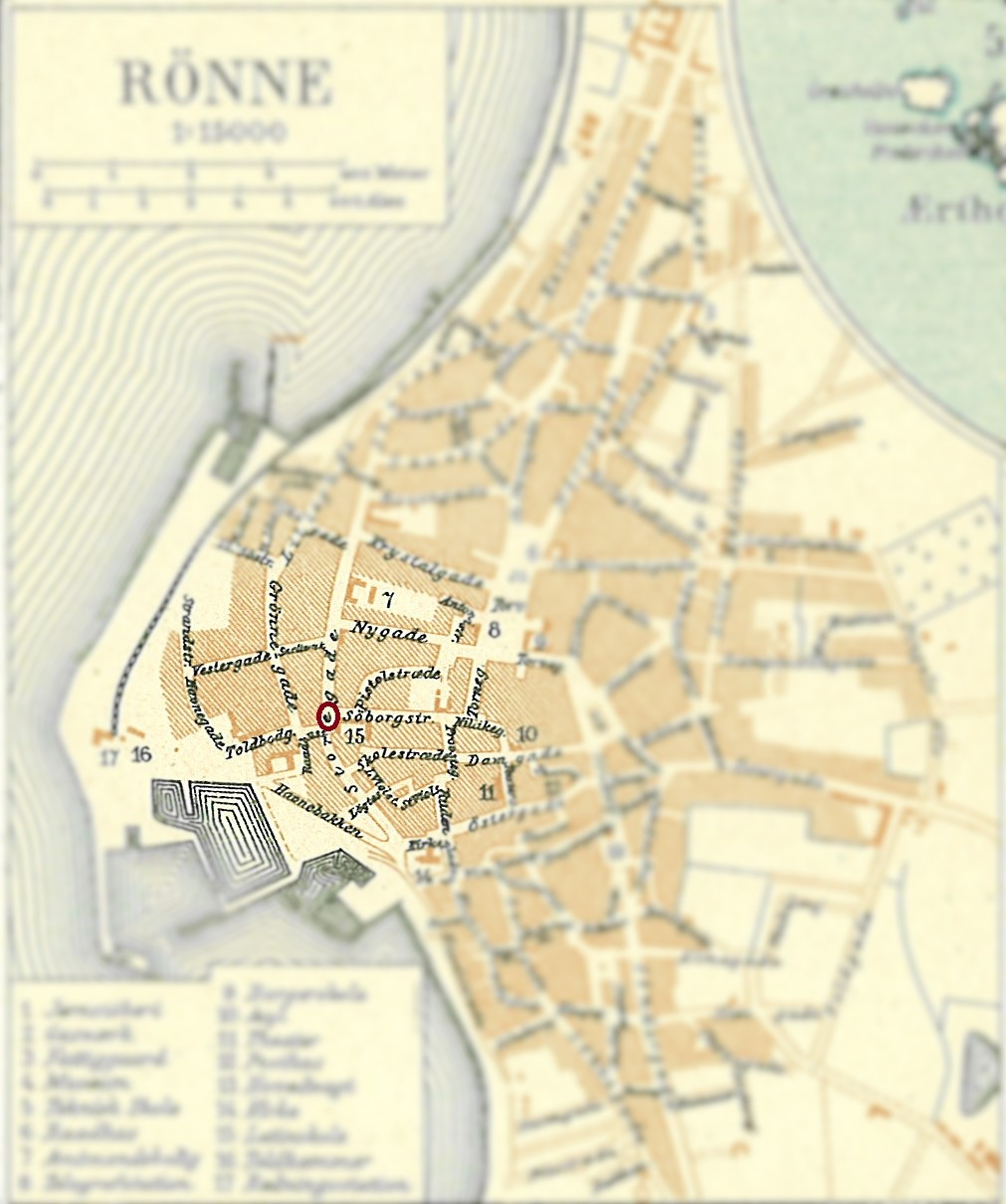
Kaart van Rønne met markering waar Villum Clausen gouverneur Johan Printzensköld doodschoot.
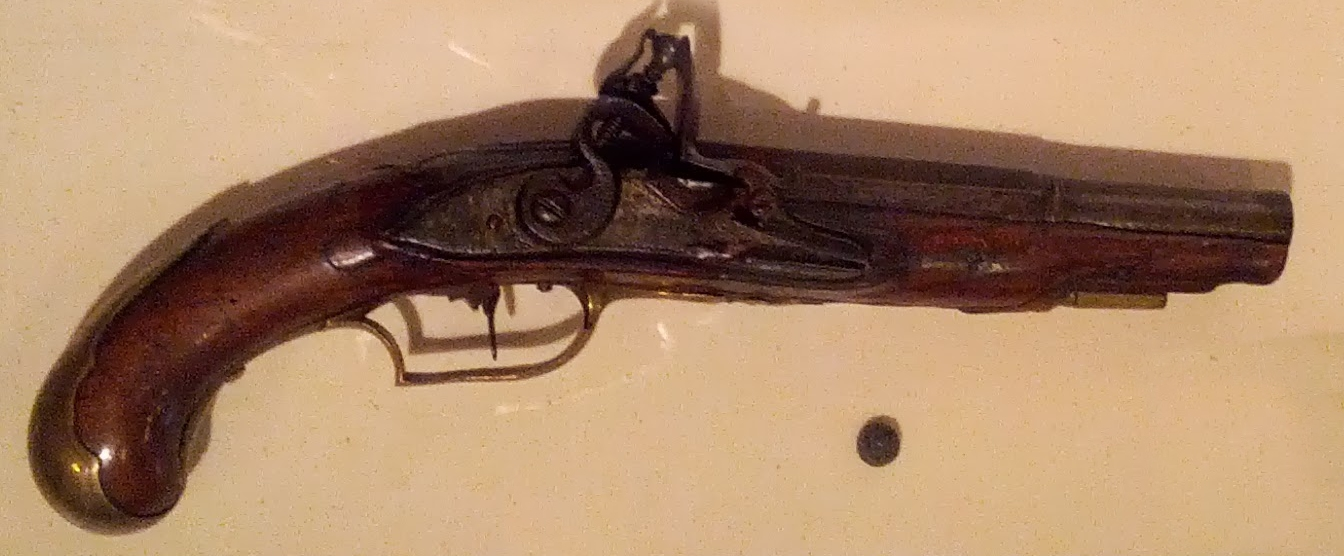
Een vergelijkbaar pistool werd door Villum Clausen gebruikt om Johan Printzensköld neer te schieten.
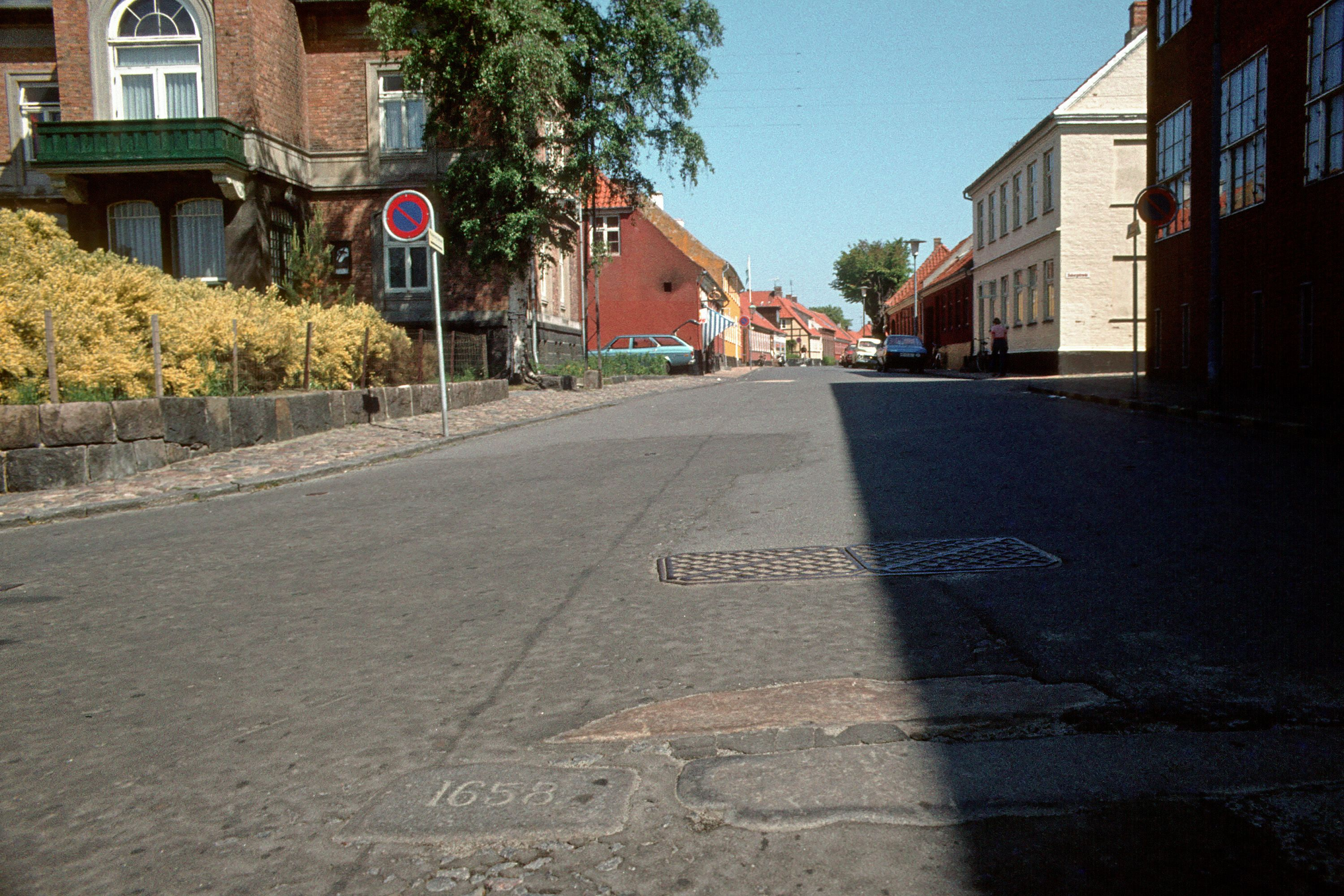
Op de plaats in Storegade waar Villum Clausen Johan Printzensköld dood schoot ligt een gedenksteen met het jaartal 1658.

## Trivia
- De veerboot Villum Clausen is vernoemd naar de vrijheidsstrijder. Deze catamaran vaart voor de Deense rederij BornholmerFærgen op de route Rønne naar het Zweedse Ystad.
- In Storegade, naast Bornholms gymnasium, liggen de Printzensköldstenene, waar Printzensköld vermoedelijk om het leven is gebracht. Het huis van de marskramer lag daar dicht bij.